# Cricqueville-en-Bessin
Cricqueville-en-Bessin é uma comuna francesa na região administrativa da Normandia, no departamento Calvados. Estende-se por uma área de 8,55 km². Em 2010 a comuna tinha 189 habitantes (densidade: 22,1 hab./km²).